# Hemerobius corticus
Hemerobius corticus is een insect uit de familie van de bruine gaasvliegen (Hemerobiidae), die tot de orde netvleugeligen (Neuroptera) behoort. 
Hemerobius corticus is voor het eerst wetenschappelijk beschreven door Schrank in 1802.